# Mörtträsket (Nederkalix socken, Norrbotten, 733041-184587)
Mörtträsket är en sjö i Kalix kommun i Norrbotten och ingår i Sangisälvens huvudavrinningsområde. Sjön har en area på 0,125 kvadratkilometer och ligger 32 meter över havet.

## Delavrinningsområde
Mörtträsket ingår i det delavrinningsområde (733387-184623) som SMHI kallar för Mynnar i Sangisälven. Medelhöjden är 28 meter över havet och ytan är 36,08 kvadratkilometer. Räknas de 25 avrinningsområdena uppströms in blir den ackumulerade arean 383,3 kvadratkilometer. Korpikån som avvattnar avrinningsområdet har biflödesordning 2, vilket innebär att vattnet flödar genom totalt 2 vattendrag innan det når havet efter 10 kilometer. Avrinningsområdet består mestadels av skog (68 procent) och sankmarker (18 procent). Avrinningsområdet har 0,22 kvadratkilometer vattenytor vilket ger det en sjöprocent på 0,6 procent.